# Енкаево
Енкаево — село в Кадомском районе Рязанской области. Административный центр Енкаевского сельского поселения.

## География
Располагается на правом берегу реки Ермишь у северной окраины села Четово, в 11 км к северу от Кадома и в 173 км к востоку от Рязани.

## История
Впервые село упоминается в документах в 1648 году. В 1885 году по церковному ведомству открывается начальная школа. В 1914 году был крахмальный завод.

## Население
| 1984 | 2010 |
| ---- | ---- |
| 230  | ↘151 |

## Инфраструктура
В центре села есть почтовое отделение, продуктовый магазин, дом культуры, памятник павшим в ВОВ и остановка общественного транспорта. В других частях села есть: общеобразовательная школа и Благовещенский собор (ныне восстановленный) на Заречной улице, построенный в 1798 году в стиле классицизма.

## Транспорт
Через село проходит автодорога 61к-035 Кадом — п. Ермишь. От села отходит дорога на восток к селу Пургасово и деревне Красные Починки.
Через село проходит общественный транспорт Рязань — Кадом.